# Raimondo Montecuccoli
Raimondo, Conde de Montecúccoli o Montecucculi (en alemán: Raimondo Graf Montecuccoli;  Montecuccoli, 21 de febrero de 1609 -  Linz, 16 de octubre de 1680) fue un general italiano que también sirvió como general para los Austrias y fue príncipe del Sacro Imperio Romano Germánico y duque napolitano de Melfi. Considerado por muchos como el oficial más relevante de su época, combinó una destacada carrera militar con el análisis intelectual del arte de la guerra.

## Biografía

### Guerra de los Treinta Años
Raimondo Montecuccoli era el hijo mayor de una familia noble del Ducado de Módena. Su tío, Ernesto de Montecuccoli, era un general de artillería y bajo su mando comenzó la carrera de las armas como soldado raso a la edad de dieciséis años.
En 1627, el joven Raimondo Montecuccoli ingresó en el ejército del Sacro Imperio Romano Germánico y pronto empezó a evidenciar talento para la milicia. Fue promovido a oficial de caballería en un regimiento  croata y en 1629 ya era capitán cuando participó en el asalto a Amersfoort. En 1630 sirvió bajo el mando de Johann Tserclaes, conde de Tilly, en varias acciones de la Guerra de los Treinta Años.
En 1631 encabezó un asalto a Nuevo Brandeburgo, donde fue gravemente herido.

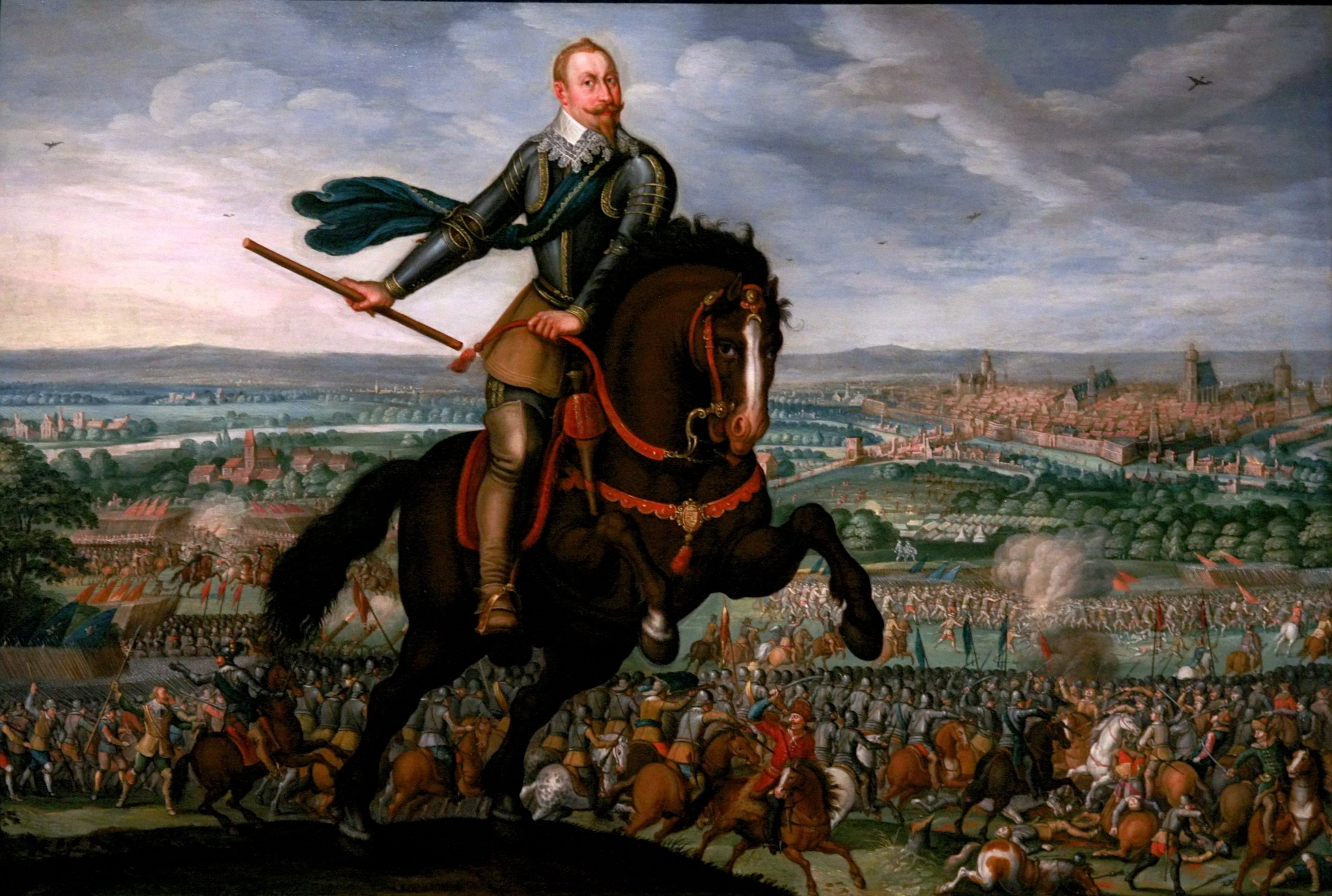
Gustavo II Adolfo de Suecia en la Batalla de Breitenfeld. Obra de Johann Walter.

Participó en la batalla de Breitenfeld (17 de septiembre de 1631), donde el ejército imperial fue derrotado por el ejército sueco de Gustavo II Adolfo de Suecia. En esta batalla fue hecho prisionero.
Resultó nuevamente herido en la batalla de Lützen (16 de noviembre de 1632) en 1632, y durante su recuperación fue ascendido a mayor en el regimiento de su tío. Poco después, llegó a ser teniente coronel de caballería. Realizó un buen servicio en la primera Batalla de Nördlingen (1634) (6 y 7 de septiembre de 1634). En el asedio de Kaiserslautern, ganó su ascenso a coronel por una proeza de armas de inusual brillantez: una carga a la cabeza de su caballería pesada a través de una brecha de la muralla. En la batalla de Wittstock (1636) fue hecho prisionero por los suecos. Tras su liberación derrotó a los suecos en Troppau.
En 1639 formaba parte del ejército imperial que se enfrentó al sueco en la batalla de Chemnitz (14 de abril de 1639). Herido en la retirada de la batalla de Melnik, volvió a ser capturado y estuvo cautivo por dos años y medio en Stettin y Weimar. En la cautividad, estudió ciencias militares y también geometría de Euclides, historia de Tácito y arquitectura de Marco Vitruvio.

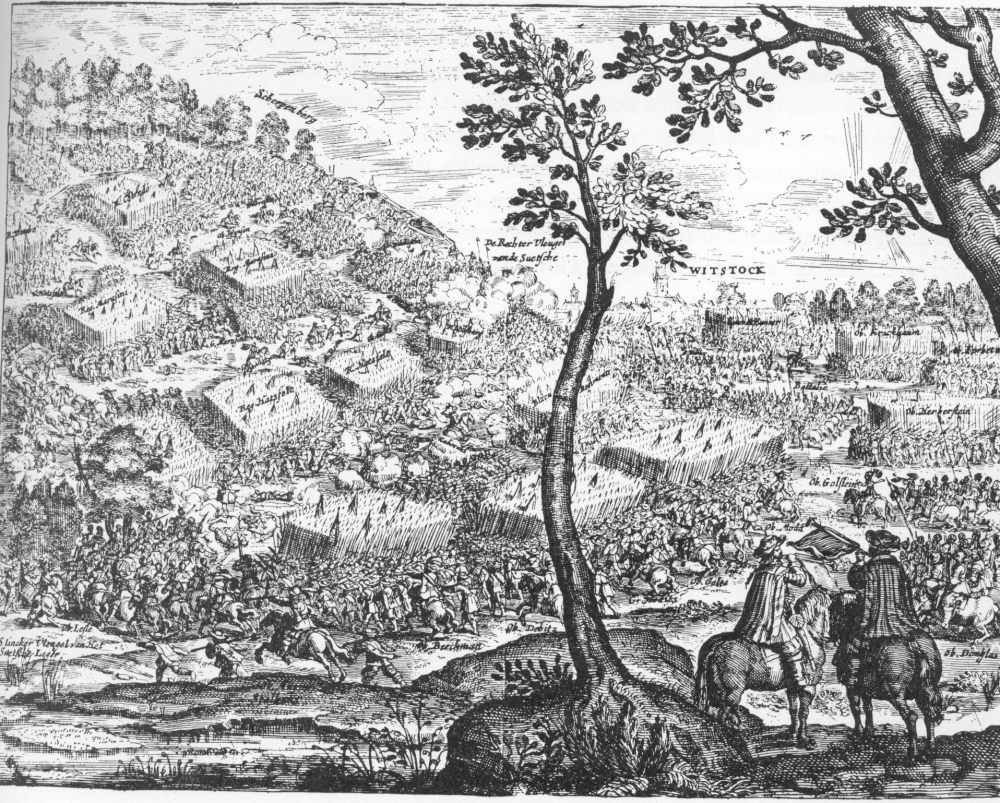
Batalla de Wittstock.

Al ser puesto en libertad, aceptó entrar al servicio del duque de Módena y tomó parte en la liberación de la ciudad de Nonantola que se encontraba sitiada por las tropas papales.
De vuelta en el ejército imperial, luchó junto al archiduque Leopoldo en la campaña contra los protestantes húngaros de Jorge Rákóczi I. Participó en la batalla de Mergentheim (5 de mayo de 1645). Gran parte del mérito de la victoria imperial en esta batalla corresponde a Montecuccoli, quien hostigó a las tropas francesas sin dejarlas formar correctamente.
Después de esta batalla se le confió un ejército para defender Silesia. Raimondo Montecuccoli fue ascendido a Mayor General pero no se le confió ningún mando superior para la campaña de 1646. Bajo el mando de Fernando III de Habsburgo intervino en la batalla de Triebell (22 de agosto de 1647) cuando Carl Gustaf Wrangel fue expulsado de Austria y luchó contra los suecos en Bohemia y en la batalla de Zusmerhausen (7 de mayo de 1648).
Raimondo Montecuccoli fue enviado a ocupar Augsburgo y a proteger Baviera mientras se llevaban a cabo las negociaciones de la Paz de Westfalia.

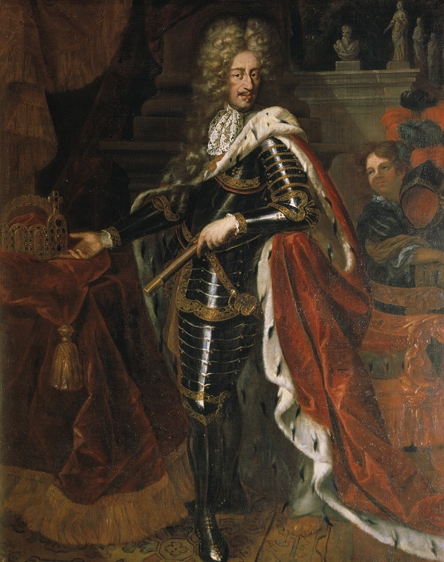
El Archiduque Leopoldo.

Tras la paz fue incluido en una comisión que tenía como finalidad planificar la reconstrucción del Sacro Imperio Romano Germánico. Después visitó Flandes y Holanda. En 1653 asistió en  Ratisbona a la coronación de  Leopoldo I de Habsburgo como Rey de Romanos. En 1654 recibió una invitación de Cristina de Suecia para visitar Estocolmo.

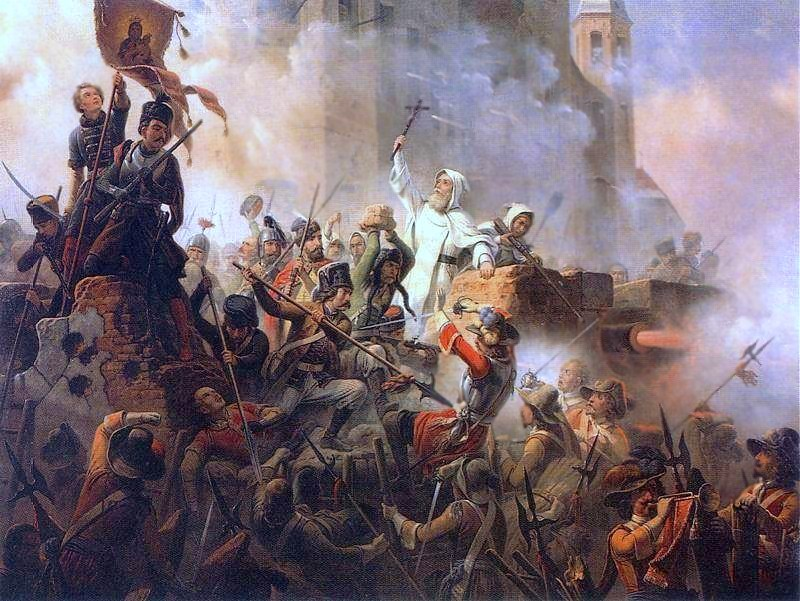
Asedio del monasterio polaco de Jasna Góra por los suecos durante la Primera Guerra del Norte. Obra de January Suchodolski.

En 1657 contrajo matrimonio con Margarita de Dietrichestein, emparentando con una importante familia de la nobleza  austriaca.

### Guerra del Norte
El Sacro Imperio Romano Germánico ingresó en una alianza con Brandeburgo, la República de las Dos Naciones y Dinamarca para combatir a los suecos que habían invadido Polonia. Raimondo Montecuccoli recibió el mando de un ejército en la Primera Guerra del Norte. Derrotó a Jorge Rákóczi II, príncipe de  Transilvania, quien había invadido el sur de Polonia. Después recuperó Cracovia de los suecos y en 1658 tomó Thorn. Tras estos éxitos fue ascendido a Mariscal de Campo.

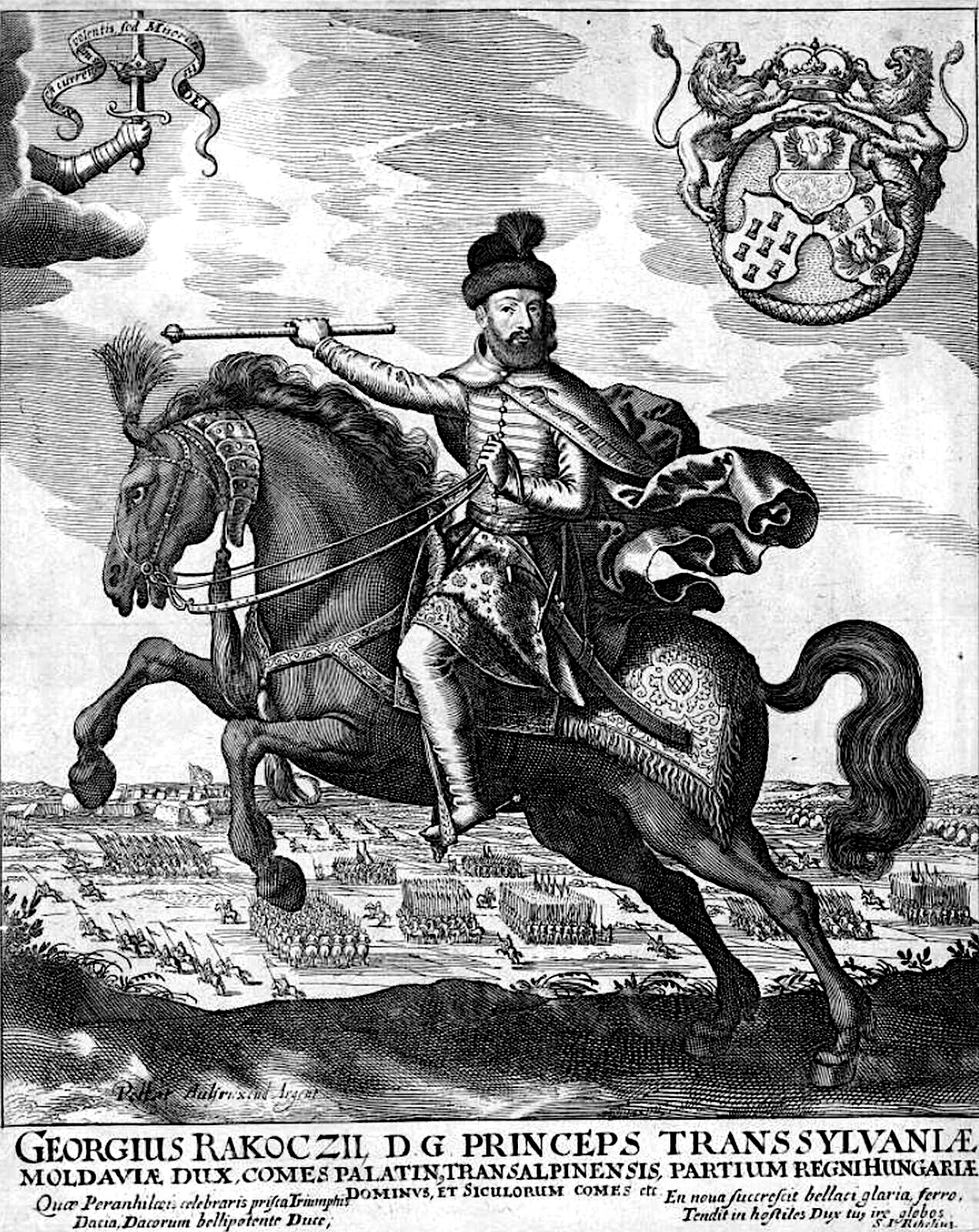
Jorge Rákóczi II. Obra de Peter Aubry.

Cuando las tropas de Carlos X Gustavo de Suecia invadieron Dinamarca en 1659, Raimondo Montecuccoli fue enviado a Holstein en ayuda de los daneses y puso sitio a Sonderburg, siendo herido levemente en el brazo.
La guerra terminó al año siguiente con la Paz de Oliva.

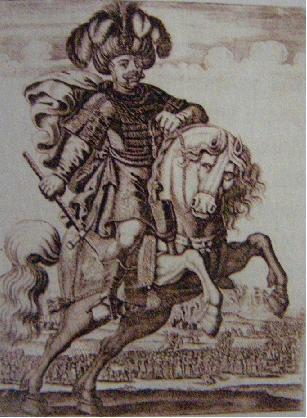
Fazil Ahmed.

### Guerra austro-turca (1663-1664)

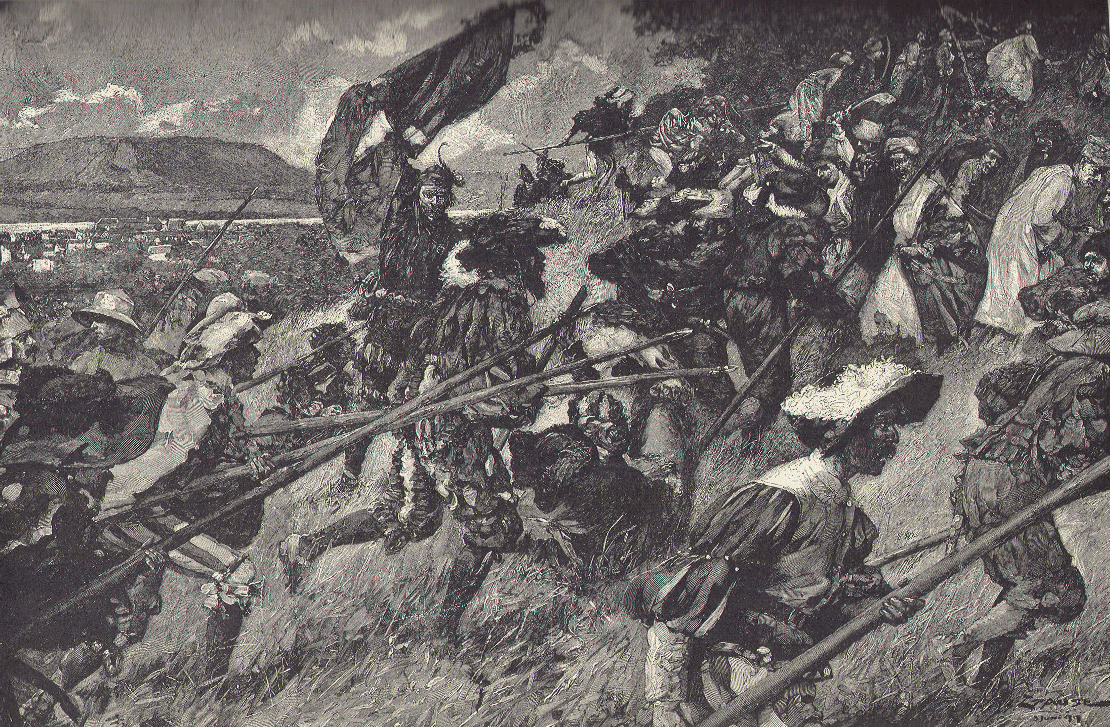
Batalla de San Gotardo (1664).

En 1661 el Imperio Otomano invadió Transilvania. Leopoldo I de Habsburgo levantó un ejército para defender sus territorios y puso a la cabeza del mismo a Raimondo Montecuccoli. El objetivo de la campaña debía ser la ocupación de la Hungría otomana. En agosto avanzó contra el ejército otomano que se retiraba de Transilvania y le persiguió hasta Cluj-Napoca. Sin embargo, en invierno fijó sus cuarteles a orillas del río Theiss y los turcos aprovecharon la ausencia del ejército imperial para regresar a Transilvania y poner bajo asedio Cluj-Napoca.
El objetivo de la campaña de 1662 era obligar a los turcos a que levantaran el cerco de Cluj-Napoca y abandonaran de nuevo Transilvania, pero Fazil Ahmed avanzó con un ejército de 150.000 hombres. Montecuccoli, con fuerzas muy inferiores, adoptó una posición fuerte en la confluencia del río Danubio y el río Leitha entre  Komárom y Bratislava pese a la oposición que mostraba Nikola Zrinski a esta estrategia.
Fazil Ahmed cruzó el Danubio en Esztergom e inmediatamente puso sitio a Neuhäusel, que se rindió el 22 de septiembre de 1663. Tras la caída de esta ciudad, Raimondo Montecuccoli insistió al emperador de que iniciase negociaciones con Francia, gracias a las cuales Luis XIV de Francia envió seis mil hombres bajo el mando de  Juan de Coligny-Saligny, quienes sirvieron bajo el mando de Montecuccoli en la campaña de 1664.
El choque entre las tropas franco-imperiales y turcas tuvo lugar en la batalla de San Gotardo (10 de agosto de 1664) cerca del río Raab. Los turcos fueron completamente derrotados y tuvieron que retirarse. La victoria de San Gotardo reportó a Raimondo Montecuccoli una gran reputación. Fue ascendido al rango de Teniente General de los ejércitos imperiales.

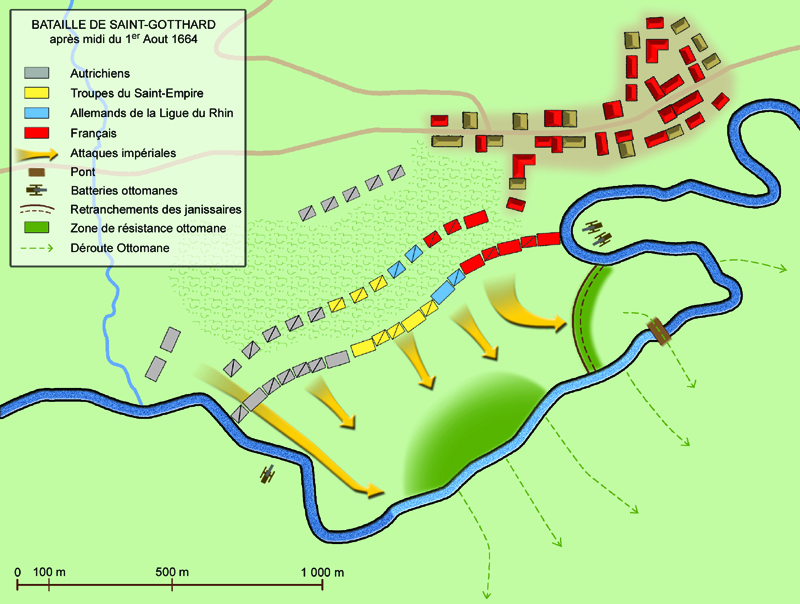
Mapa de la Batalla de San Gotardo (1664).

En 1666 fue designado embajador ante España para concretar el matrimonio del emperador Leopoldo con  Margarita Teresa de Austria, hija de Felipe IV de España, ocasión en la que recibió el Toisón de Oro.
En 1668 es nombrado Presidente del Consejo de Guerra (“Hofkriegsrat”).

### Guerra Franco-Holandesa
En 1672 Luis XIV declaró la guerra a las Provincias Unidas y lanzó a un ejército de más de 100.000 soldados al mando de Luis II de Borbón-Condé y Enrique de la Tour de Auvergne-Bouillon, Mariscal Turena, a la conquista de este país. Importantes ciudades como Naarden, Nimega y Utrecht fueron tomadas rápidamente. Los holandeses tuvieron que abrir los diques de Muiden y sumergieron una gran parte de la provincia de Holanda, logrando la salvación de Ámsterdam.
Tras unas conversaciones de paz en las que Luis XIV exigió demasiado, Guillermo de Orange resultó elegido para estatúder, haciéndose con el poder en Holanda y convirtiéndose en el alma de la resistencia holandesa y en el más encarnizado enemigo del Rey Sol.

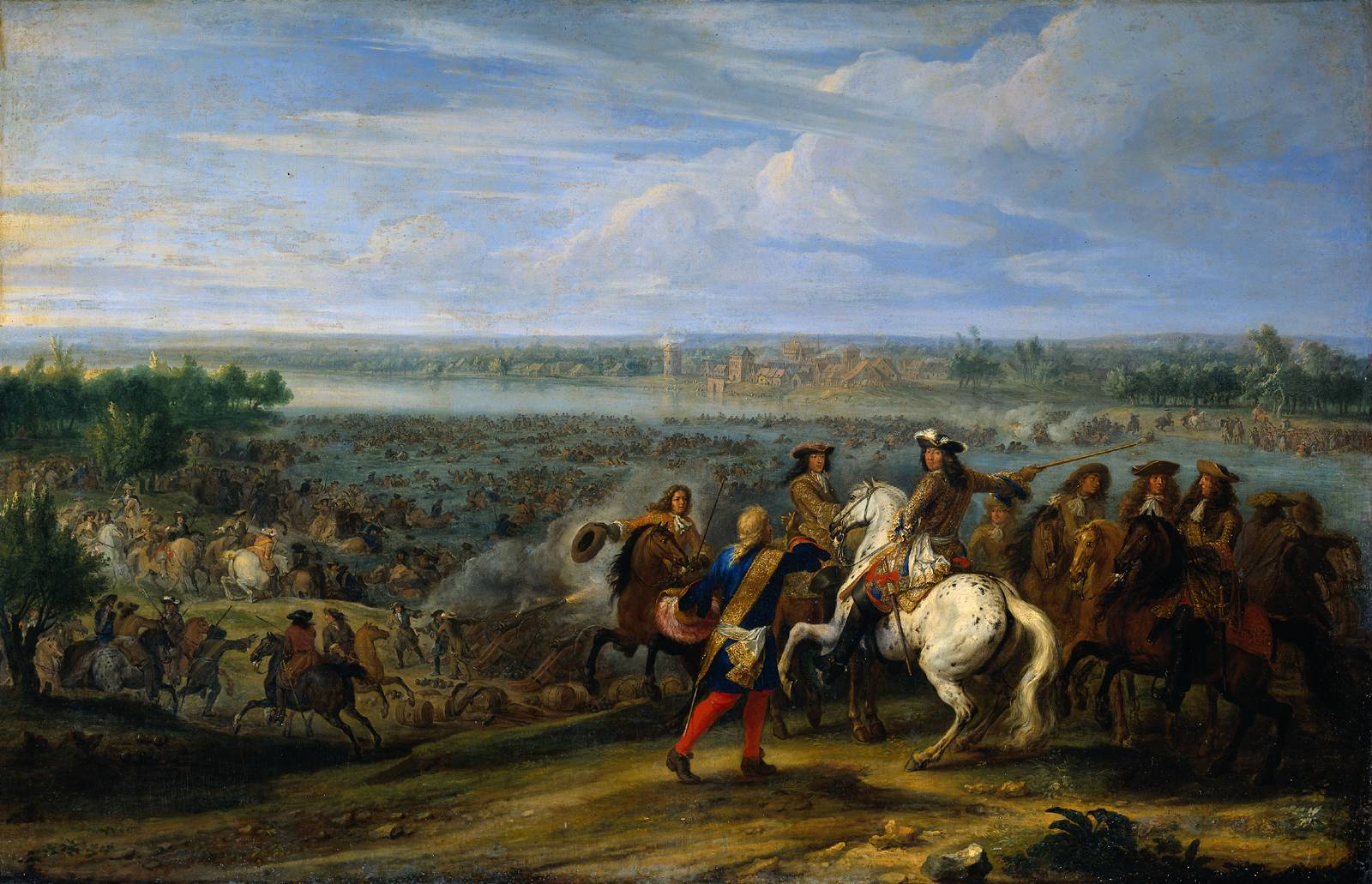
Las tropas francesas cruzan el Rin dando comienzo a la Guerra franco-holandesa. Obra de Adam Frans van der Meulen.

En los siguientes meses Michiel de Ruyter venció a las fuerzas anglo-francesas en la batalla de Solebay y los franceses fueron obligados a retirarse por la rotura de más diques por parte de los holandeses.
En 1673, Guillermo consiguió que se le unieran España, el Sacro Imperio, Dinamarca y varios príncipes alemanes como el elector de Brandeburgo y el elector palatino. Raimondo Montecuccoli fue puesto al frente de un ejército en el Rin y tuvo que enfrentarse al Mariscal Turena, quien se situó en Wurzburgo. Montecuccoli atacó sus bases de suministro y obligó al ejército francés a retirarse a Philippsburg, ocasión que aprovechó Montecuccoli para marchar al norte y unirse a Guillermo de Orange entre Maguncia y Andernach. Luego avanzó a través del Rin, cerca de Coblenza, y obligó al ejército francés de François-Henri de Montmorency a retirarse, lo que permitió al ejército imperial-holandés tomar Bonn. A pesar de estos éxitos, Raimondo Montecuccoli fue sustituido por Federico Guillermo I de Brandeburgo, siendo enviado a un frente secundario en Holanda.
En la primavera de 1675 recibió otra vez el mando de un ejército en el Rin, ya que el elector de Brandeburgo había tenido que marchar a sus territorios para defenderlos del ejército sueco de Carl Gustaf Wrangel.
Montecuccoli se tuvo que enfrentar al Mariscal Turena, quien había cruzado el Rin en Ottenheim, cerca de Estrasburgo. Se produjo una serie de marchas y contramarchas entre los dos ejércitos tratando de buscar una ventaja. El mariscal francés había decidido atacar a medio camino entre Estrasburgo y Baden en Salzbach. En la batalla de Salzbach (27 de julio de 1675) las tropas imperiales salieron derrotadas, pero la muerte del Mariscal Turena supuso un duro golpe para el ejército francés que se vio obligado a permanecer a la defensiva, cruzando el Rin en Altenheim y destruyendo los puentes antes de que el ejército imperial pudiera atraparlo. Luis XIV no tuvo más remedio que desplazar al Príncipe de Condé desde Luxemburgo para hacer frente a Raimondo Montecuccoli.

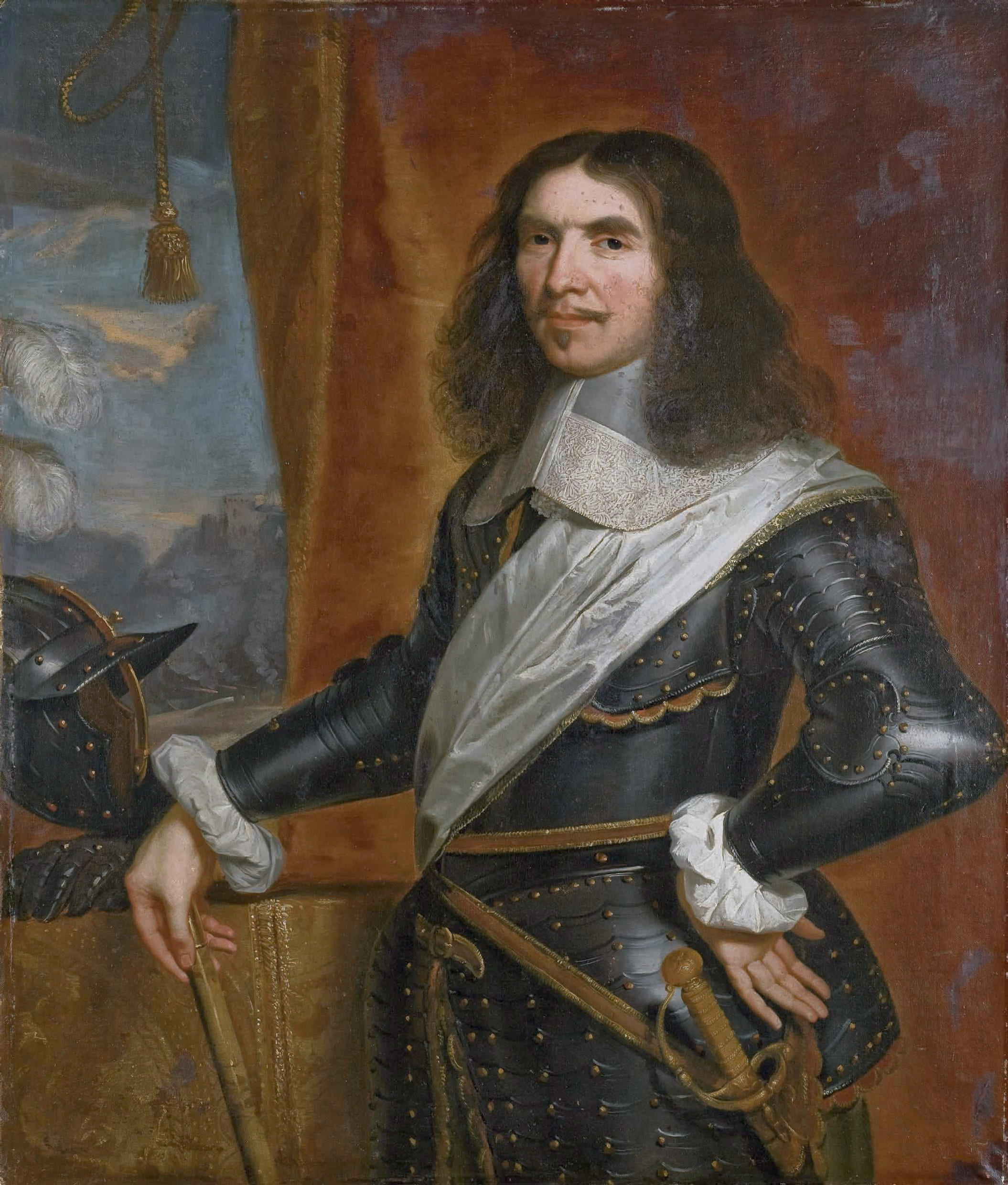
Enrique de la Tour de Auvergne-Bouillon.

Montecuccoli puso asedio a Haguenau pero el Príncipe de Condé le obligó a levantarlo. En la campaña de 1676 puso sitio a la ciudad de Philippsburg y poco después pidió a Leopoldo I que lo sustituyese en el cargo por Carlos V de Lorena.

## Muerte
Raimondo Montecuccoli no volvió a dirigir un ejército. A su llegada a Viena fue hecho Príncipe del Imperio.
En 1680 fue invitado por Leopoldo I para que lo acompañara en un viaje a Italia, donde Carlos II de España  había concedido a Raimondo Montecuccoli el ^ducado de Melfi en Nápoles.
Murió como resultado de un accidente en una visita a Linz en 1680 antes de su viaje a Italia.

## El arte de la guerra de Raimondo Montecuccoli
El carácter peculiar de Raimondo Montecuccoli lo llevó a compaginar una destacada carrera militar con una labor de análisis intelectual de la guerra que ha sido reconocido como innovador por personajes como Federico II de Prusia  o Jean-Charles de Folard.
Raimondo Montecuccoli se mostraba partidario de las maniobras dilatorias con el fin de encontrar ventaja sobre el enemigo y de las ofensivas rápidas y oportunistas para no dar oportunidad al enemigo de recomponerse de la sorpresa inicial. Se mostraba admirador de Quinto Fabio Máximo y consideraba las tácticas fabianas  de acoso y desgaste como base de su estrategia.
Estaba convencido de la primacía de la potencia de fuego e introdujo un nuevo tipo de mosquete ligero. Incrementó sustancialmente la proporción de los mosqueteros sobre los piqueros y creó los granaderos como fuerza de elite. Raimondo Montecuccoli emparejó la potencia de fuego con la más estricta disciplina y la capacidad de maniobra. Además sistematizo el rango de la organización militar mediante el método de paga y provisión.
Raimondo Montecuccoli fue el creador del ejército imperial que fue posteriormente utilizado por Eugenio de Saboya  en la Guerra de la Liga Santa, Guerra de los Nueve Años, Guerra de Sucesión Española  y Guerra Austro-Turca (1716-1718).
Montecuccoli se percató de los obvios problemas de los conflictos militares y de la importancia de los factores económicos que envolvían la participación en un conflicto como dejó claro en su cita:

Para la guerra se necesitan tres cosas: 1. Dinero. 2. Dinero. 3. Dinero.

Las guerras se volvieron más caras de financiar a la par que los ejércitos se hicieron más grandes: requerían mayor entrenamiento para que la inversión estatal fuera efectiva. El armamento de la época también incluye una cantidad significativa de mercenarios leales a diferentes feudos, cuya paga resultó excesivamente costosa.
Durante su carrera militar compuso cuatro grandes libros, “Sulle Batalla” (En batalla), “Trattato della Guerra” (Tratado de la Guerra), “Dell´ arte militare” (Del arte de la guerra), dedicado a las matemáticas, logística, organización y fortificación; y por último “Della guerra col Turco in Ungheria” (De la Guerra contra los Turcos en Hungría), en las que reflejaba sus ideas sobre la campaña contra los turcos en 1670. Estas obras eran conocidas en Viena cuando Raimondo aún estaba vivo pero no se publicaron en el resto de Europa hasta el siglo XVIII.